# Harburger Berge

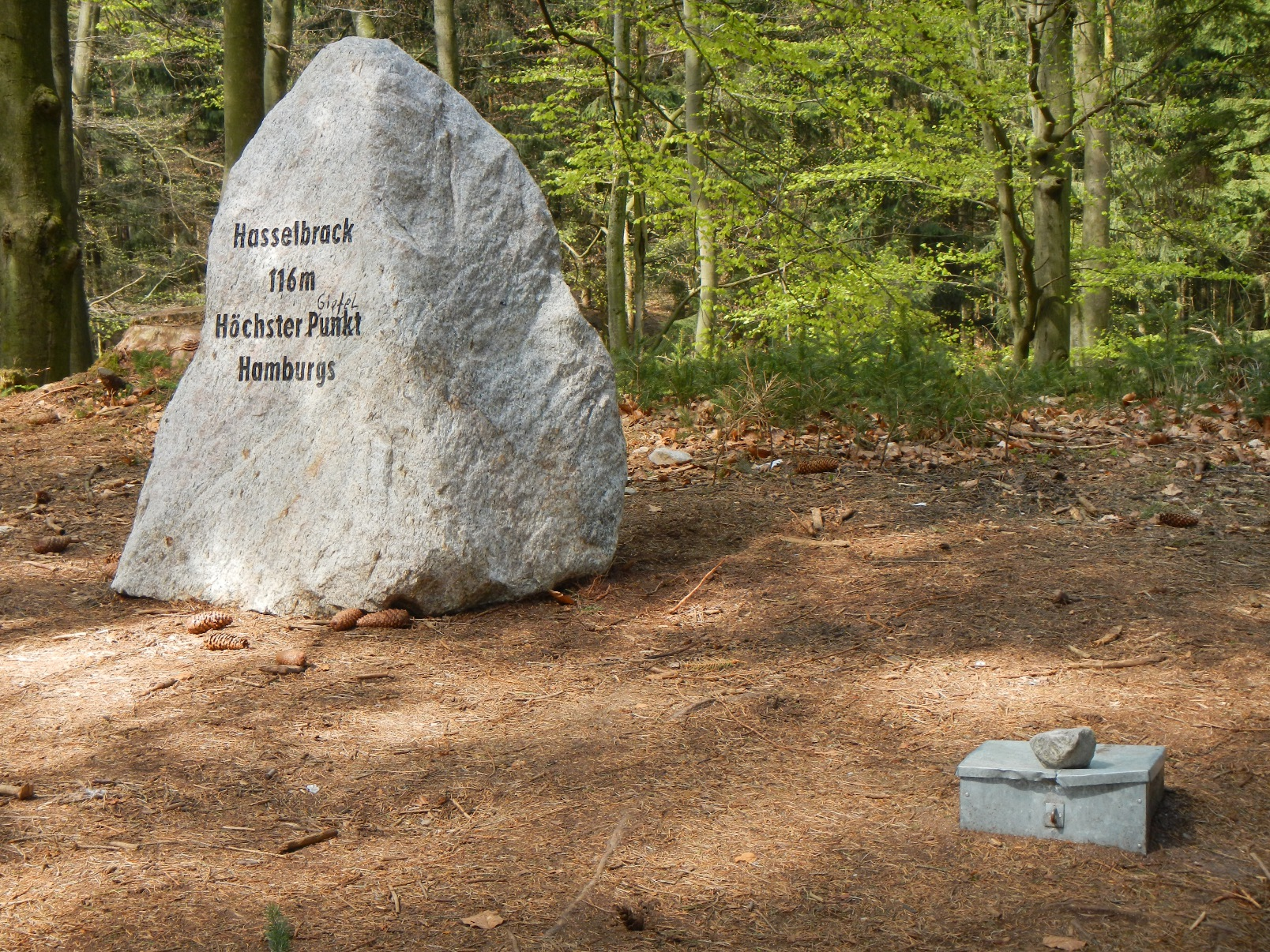
Hasselbrack (höchste Erhebung in Hamburg): Gipfelstein und Geocache

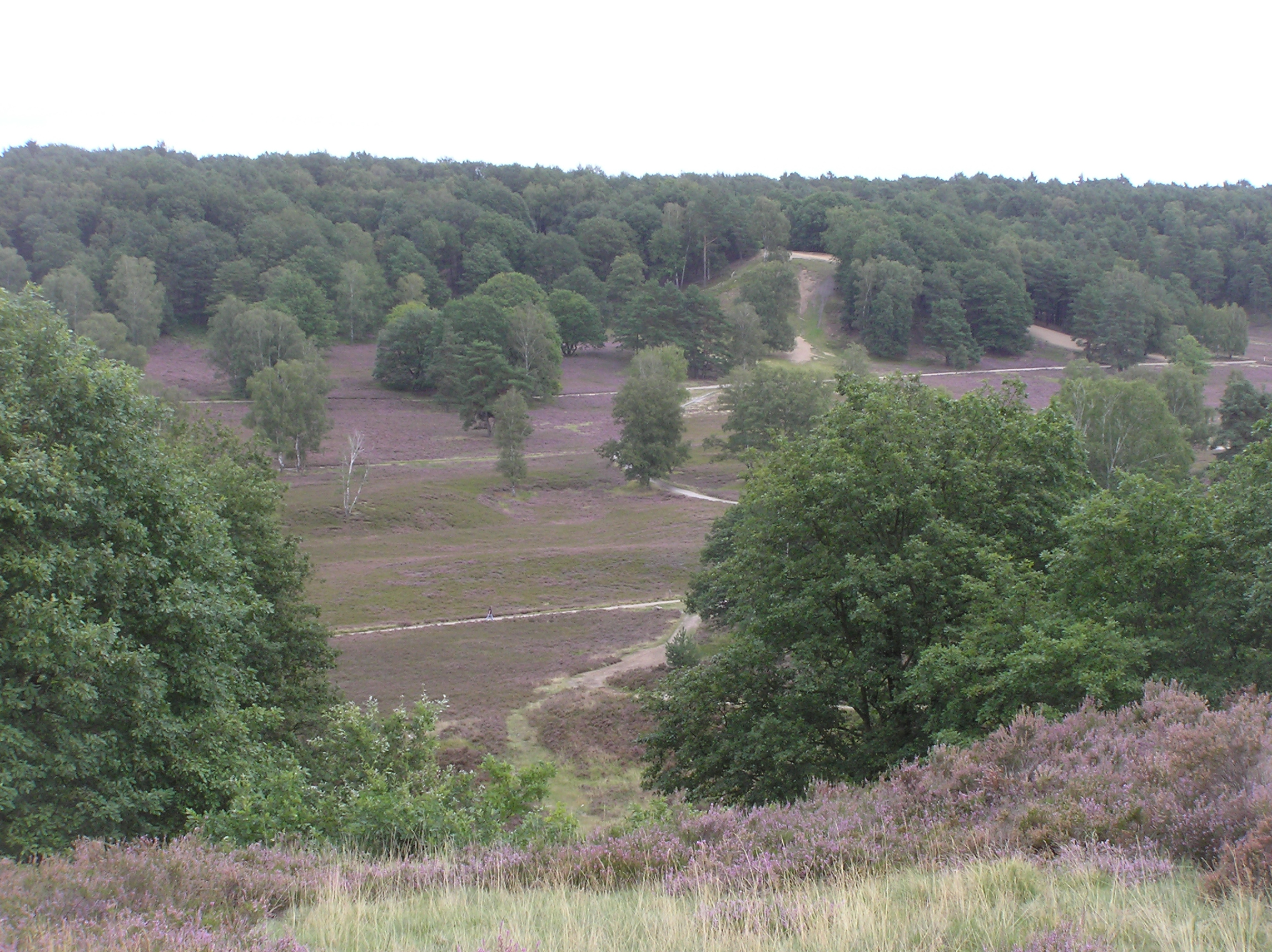
Trockental in der Fischbeker Heide

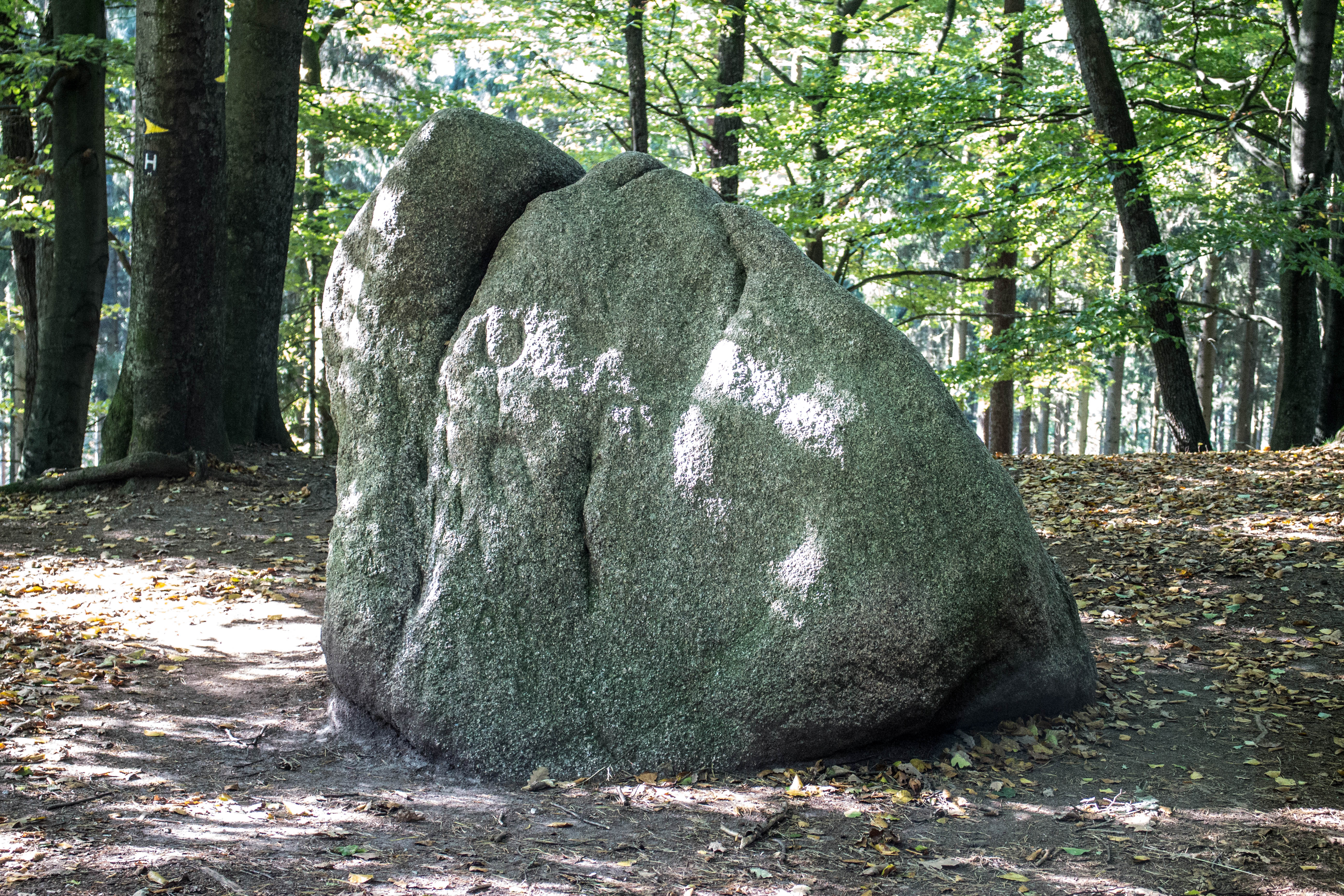
Karlstein nahe der Kreisstraße 52 (Eversen-Heide–Sieversen)

Die Harburger Berge sind ein maximal etwa 155 m ü. NHN hoher Höhenzug im Landkreis Harburg in Niedersachsen, dessen Ausläufer bis in den Süden Hamburgs reichen. Sie bilden den Nordteil der Schwarzen Berge, deren Südteil die Lohberge sind. Oft wird auf Landkarten mit (Die) Schwarzen Berge nur der Nordteil der Harburger Berge bezeichnet, doch der Naturraum Schwarze Berge ist viel größer. Geomorphologisch sind sie eine in der Saaleeiszeit entstandene Endmoräne. Das bewaldete Gebiet ist beliebtes Naherholungsgebiet und wird innerhalb des Regionalpark Rosengarten als ILE-Region mit einem Integrierten Ländlichen Entwicklungskonzept (ILEK) gefördert.

## Geographie

### Lage
Die Harburger Berge erstrecken sich im Nordnordwesten der Hohen Heide, dem zentralen Endmoränenzug der Lüneburger Heide, und südlich des Alten Landes, einem Teil der Elbmarschen. Etwas südlich vom Zentrum der Hügellandschaft liegt am Südwestrand der niedersächsischen Einheitsgemeinde Rosengarten das Buchholzer Dreieck der Bundesautobahnen 1 und 261.
Die Harburger Berge grenzen mit ihrem Nordrand an die Hamburger Stadtteile Neugraben-Fischbek und Hausbruch, die Stadtteile Heimfeld und Eißendorf liegen nordnordöstlich sowie Marmstorf nordöstlich der Landschaft. Das übrige Gebiet befindet sich im niedersächsischen Landkreis Harburg. Am Ostrand der Landschaft liegen die Ortschaften Vahrendorf, Sottorf, Sieversen und Dibbersen. Den Südsüdostrand und Übergangsbereich zu den südlich anschließenden Lohbergen bildet die etwa in Nordost-Südwest-Richtung durch eine Einsenkung verlaufende Bundesstraße 75, die dort von Dibbersen durch Steinbeck (zu Buchholz in der Nordheide gehörend) und vorbei am Ortsteil Meilsen bis Trelde führt. Am Südsüdwestrand liegt Drestedt und nördlich davon am Westrand Wenzendorf mit dem Ortsteil Wennerstorf, Rade, Ohlenbüttel, Eversen-Heide und Schwiederstorf. Am Nordwestrand befinden sich Daerstorf und Wulmstorf und im Nordnordwesten Neu Wulmstorf. Passiert werden die Harburger Berge durch die jeweils etwas entfernt des Höhenzugs verlaufenden Flüsse Seeve im Osten und Este im Westen, die beide in nördlichen Richtungen der Elbe zufließen.

### Naturräumliche Zuordnung
Die Harburger Berge gehören in der naturräumlichen Haupteinheitengruppe Lüneburger Heide (Nr. 64), in der Haupteinheit Hohe Heide (640) und in der Untereinheit Wilseder Endmoränen (640.0) zum Naturraum Schwarze Berge (640.00). Nördlich der Harburger Berge liegt der Naturraum Das Alte Land (670.02), der zur Haupteinheit Harburger Elbmarschen (670) gehört, und östlich der Naturraum Harburger Hügelland (644.0), der zur Haupteinheit Luheheide (644) zählt. Südlich der Harburger Berge liegen als Südteil der Schwarzen Berge die Lohberge. Nach Südwesten leitet die Landschaft zur Untereinheit Tosteder Geest (634.7) und nach Westen zur Apenser Lehmgeest (634.6) über, die beide zur Haupteinheit Zevener Geest (634) gehören.

### Erhebungen
Zu den Harburger Bergen gehören – sortiert nach Höhe in Meter (m) über Normalhöhennull (NHN; wenn nicht anders genannt laut):
- Gannaberg (⊙; ca. 155 m), bei Langenrehm
- Hülsenberg (⊙; ca. 155 m), bei Sieversen
- Die Diebeskuhlen (⊙; ca. 135 m),[1] bei der Sottorfer Vahrendorf-Siedlung
- Langer Stein (⊙; 129,0 m; naturräumlich bereits Harburger Hügelland), bei Vahrendorf
- Kiekeberg (⊙; 127,1 m; naturräumlich bereits Harburger Hügelland), bei Vahrendorf
- Hasselbrack (⊙; 116,2 m),[5] höchste Erhebung Hamburgs, bei Neugraben-Fischbek (Grenze zu Niedersachsen)
- Fistelberge (⊙; 107,1 m), bei Alvesen
- Tempelberg (⊙; 95,3 m), bei Daerstorf

## Schutzgebiete
In den Harburger Bergen liegen die Naturschutzgebiete Fischbeker Heide (CDDA-Nr. 4384; 1958 ausgewiesen; 7,62 km² groß) im Norden (Schwarze Berge) und Buchenwälder im Rosengarten (CDDA-Nr. 318259; 2003; 2,85 km²) im Mittelteil. Sie sind als Fauna-Flora-Habitat-Gebiete Fischbeker Heide (CDDA-Nr. 2525-301) und Buchenwälder im Rosengarten (CDDA-Nr. 2525-302) ausgewiesen. In Großteilen der Landschaft befindet sich das Landschaftsschutzgebiet Rosengarten–Kiekeberg–Stuvenwald (CDDA-Nr. 323951; 1965; 58,68 km²).

## Landschaftsbild
Die Harburger Berge bilden eine hügelige Wald-, Heide- und Ackerlandschaft. Der Norden des Höhenzugs, auf Landkarten oft mit (Die) Schwarzen Berge bezeichnet, ist für norddeutsche Verhältnisse recht zerklüftet. Dort befindet sich der Wildpark Schwarze Berge. Im Staatsforst Rosengarten liegt der eiszeitliche Findling Karlstein. Am Ostrand bei Sieversen befinden sich mittlerweile nur noch acht von ehemals zehn als Naturdenkmal geschützten Wanderblöcken (vgl.: Liste der Naturdenkmale im Landkreis Harburg). Die Klassifikation als Naturdenkmal täuscht allerdings über die eigentliche Funktion der Steine als Grenzsteine hinweg, weshalb die Steine 1991 zu Kulturdenkmalen (Bau- und Kunstdenkmale: Kleindenkmale) umgewidmet wurden und so die historische Dimension der Objekte betont wurde (siehe auch unten: Punkt 4.2). Diese Umwidmung ist insofern nicht nahtlos vonstattengegangen, als dass eine Veränderung der Verordnung über die Naturdenkmale im Landkreis Harburg offenkundig noch aussteht und die Steine von Seiten des Landkreises nach wie vor auch als Naturdenkmale geführt werden.

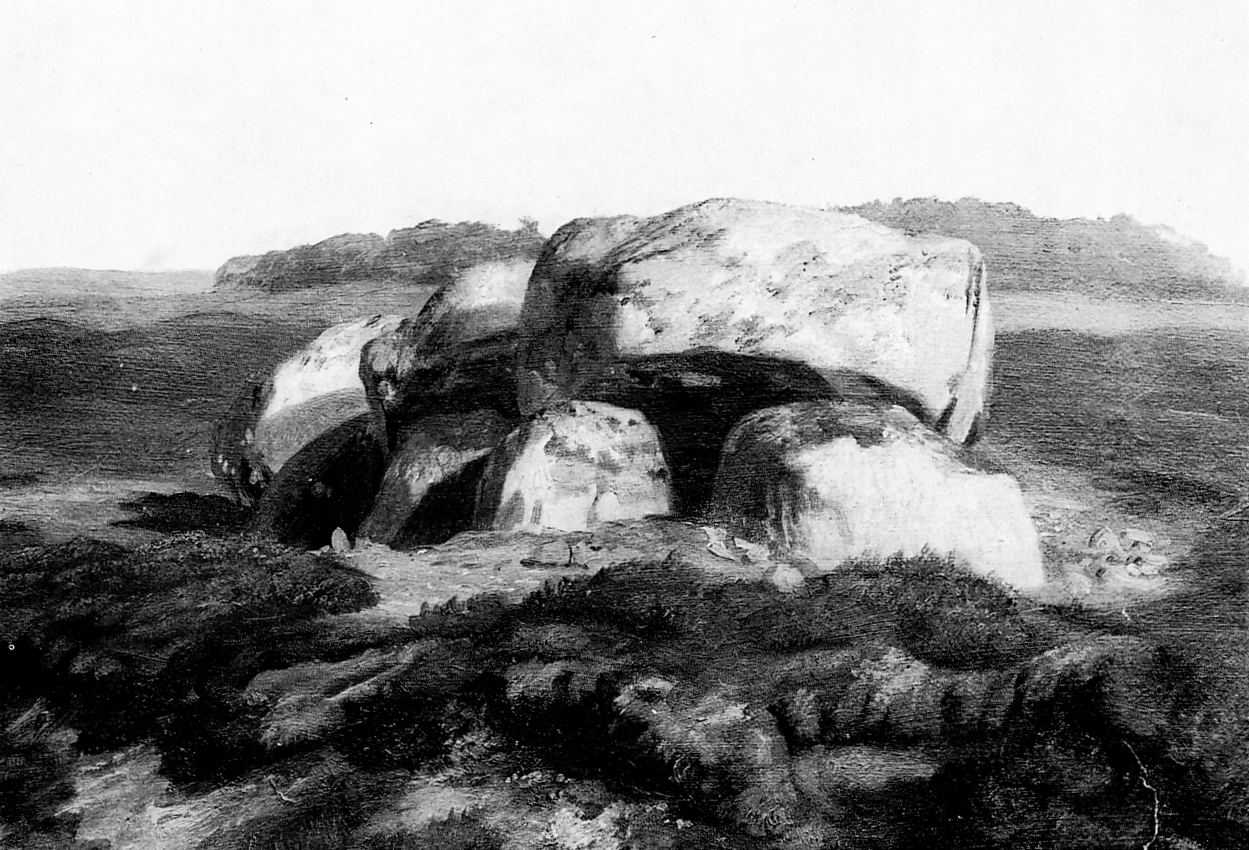
Gemälde des Großsteingrabes Elstorf von Jacob Gensler, 1839

## Kulturgeschichte

### Archäologie
Im Gebiet der Harburger Berge befindet sich eine Reihe von Grabstätten, die auf eine erste Besiedelung durch die jungsteinzeitliche Trichterbecherkultur und in der Bronzezeit hindeuten. Hierzu zählen eine Steinkiste in der Feldmark Rade, die Großsteingräber Daerstorf und Elstorf sowie auch weitere archäologische Stätten in der Umgebung, wie der Archäologische Wanderpfad in der Fischbeker Heide. Ferner zeugen die Spitzwecken von Ovelgönne von der Aktivität zur Vorrömische Eisenzeit (Keltische Eisenzeit) und weitere Funde bei Daerstorf von einer Siedlung um 770.

### Historische Forstgrenzen
Der heutige Rosengarten wurde etwa ab dem 14. Jahrhundert mit Grenzsteinen markiert. 176 Steine (von den ursprünglich ca. 246) sind heute erhalten. Sie stehen heute als Kulturdenkmale (Bau- und Kunstdenkmale: Kleindenkmale) unter Denkmalschutz. Zehn dieser Steine, von denen seit Ende Juli 2018 noch acht vorhanden sind, werden zugleich als Naturdenkmale im Landkreis Harburg geführt: ND WL 00012–00021; Ende Juli 2018 wurde die Entwendung von ND WL 00017 bemerkt.

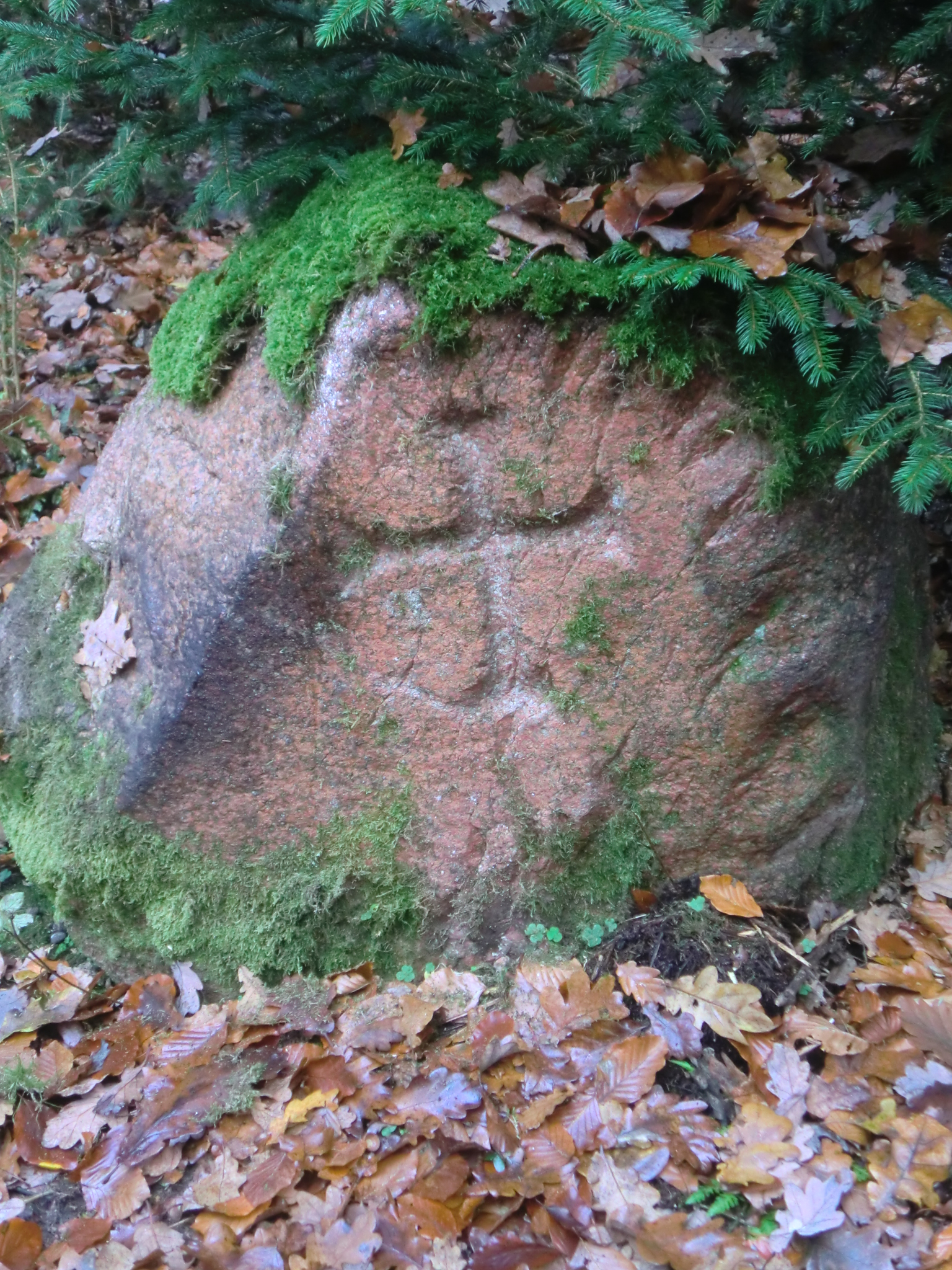
Grenzstein (Nr. S-07) nahe Sottorf, Rosengarten (ca. 14. Jh.)
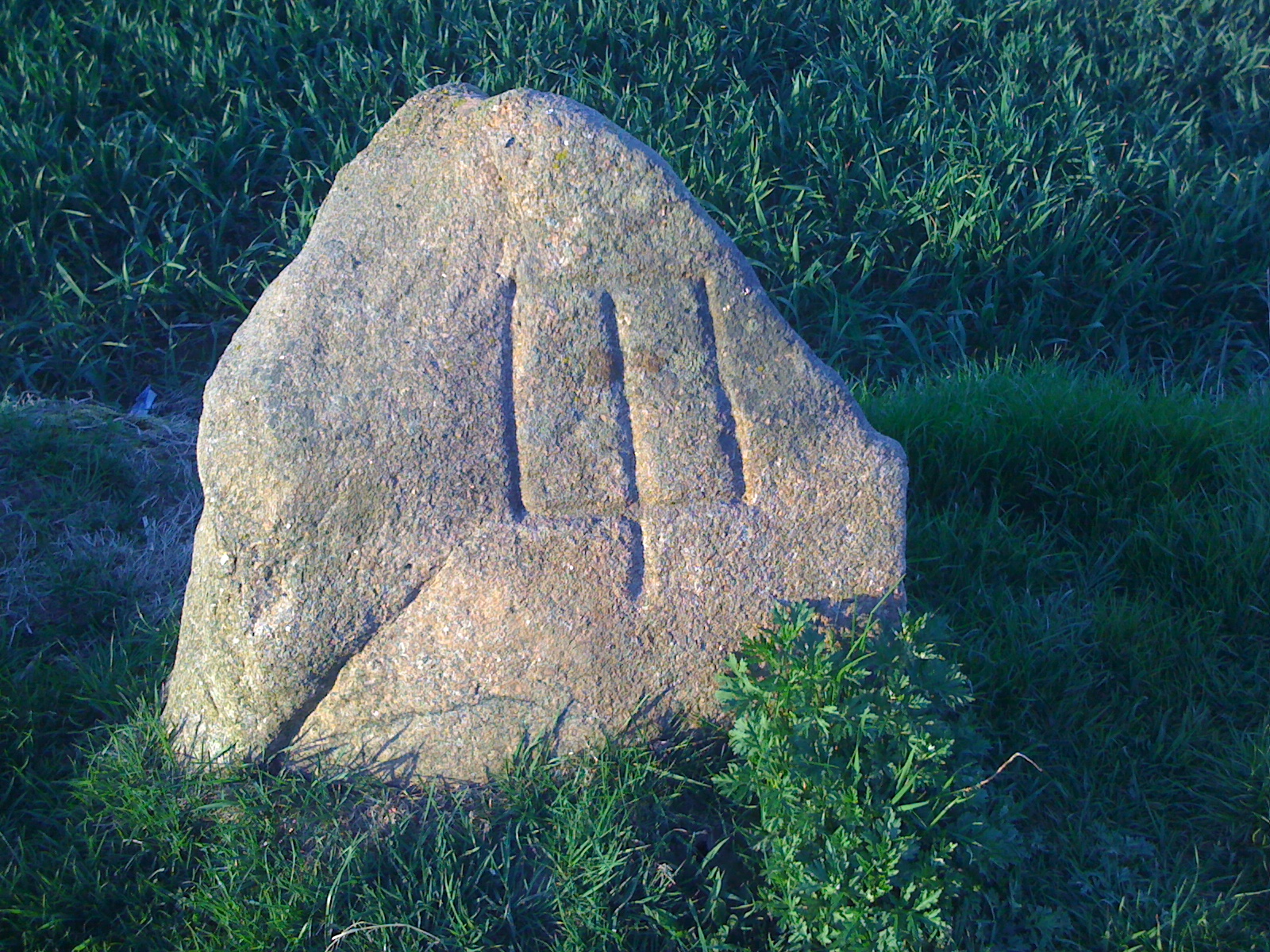
Grenzstein (Nr. S-20) nahe Leversen, Rosengarten (ca. 14. Jh.), zugleich Naturdenkmal ND WL 00020
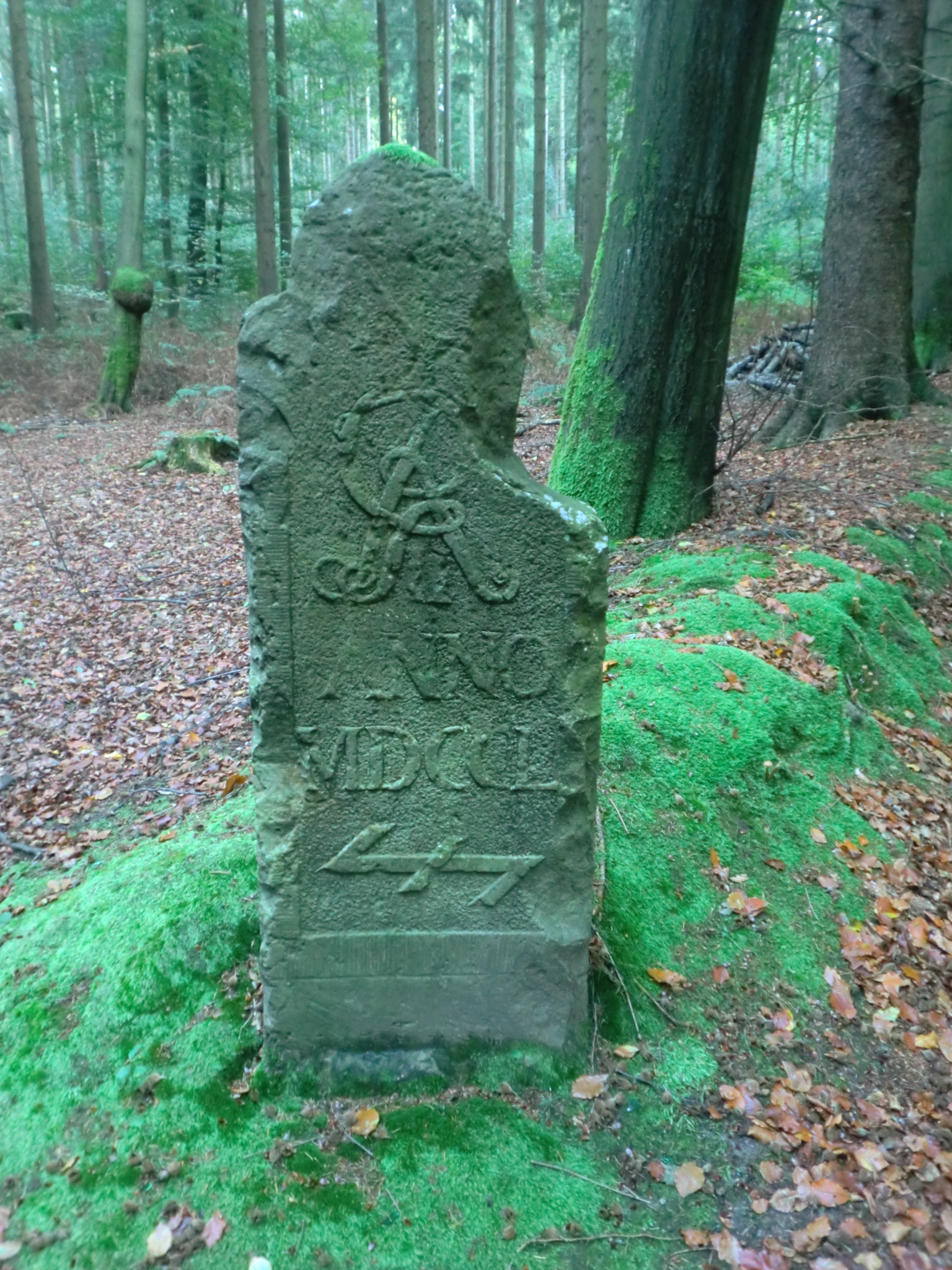
Sieverser Stein (Nr. 1 von 65), Forstgrenze von 1750
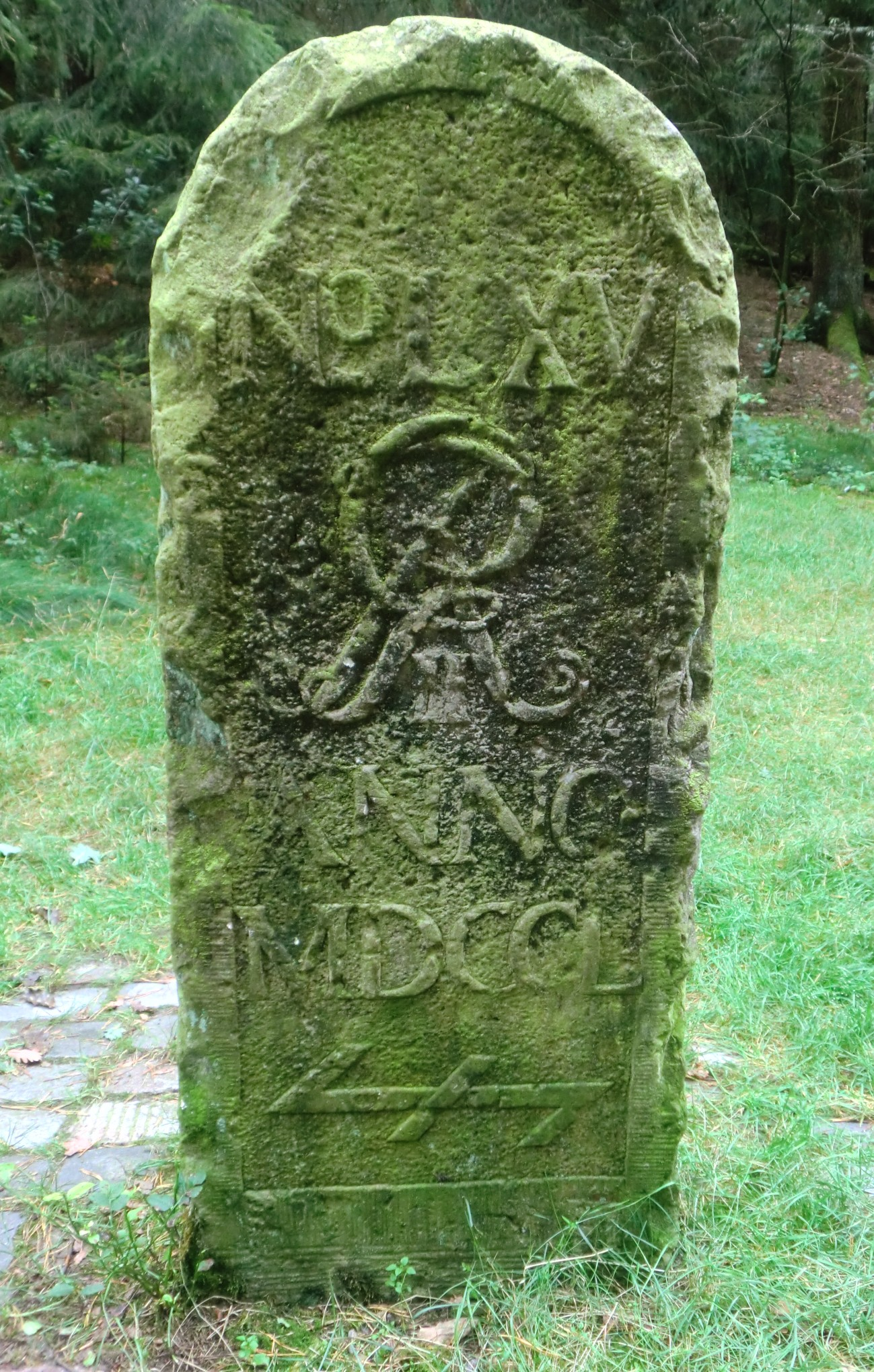
Moisburger Stein (Nr. 65 von 65), Forstgrenze von 1750
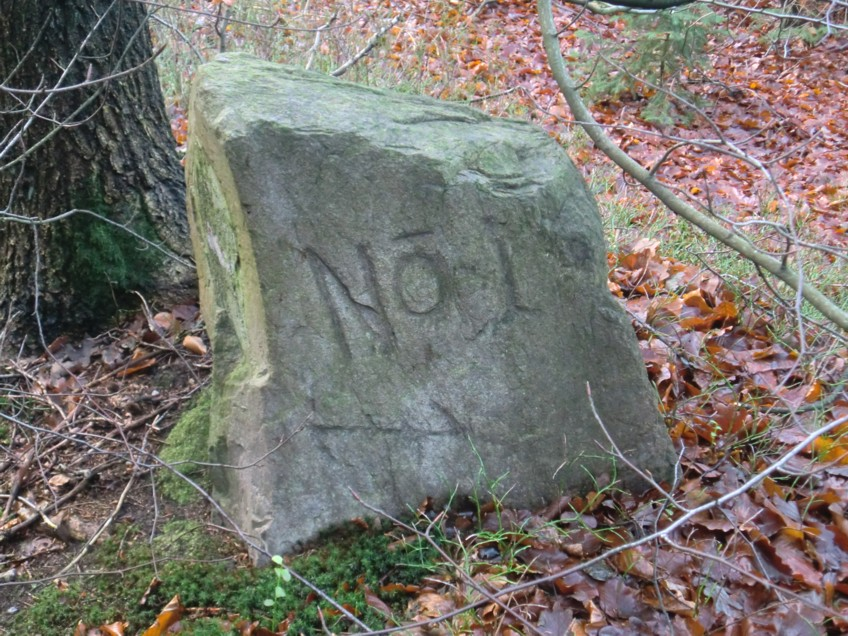
Grenzstein (18. Jh.), Rosengarten (Nr. 1 von 87)

## Verkehr und Wandern

### Straßen
Die Harburger Berge sind von den Bundesautobahnen 1 und 261 durchzogen; von deren Anschlussstellen Neu Wulmstorf-Rade, Buchholz-Dibbersen (beide A 1) und Rosengarten-Tötensen (A 261) ist der Höhenzug gut zu erreichen. Die A 7, von deren Anschlussstelle Marmstorf die Hügellandschaft angesteuert werden kann, durchläuft das Gebiet im Nordosten.

### Bahn
Per Bahn können der Bahnhof Buchholz in der Nordheide (an Bahnstrecke Wanne-Eickel–Hamburg und Heidebahn), der Haltepunkt Klecken (Bahnstrecke Wanne-Eickel–Hamburg) und die S-Bahnhöfe Neugraben oder Fischbek genutzt werden. Von dort verkehren jeweils Linienbusse, die mit zahlreichen Haltestellen näher an die Harburger Berge heran oder sogar in sie hineinführen.

### Wander- und Radwege
Zu den Wanderwegen der Harburger Berge gehören:
- Europäischer Fernwanderweg E1, von Neugraben-Fischbek in Nord-Süd-Richtung durch die Harburger Berge nach Buchholz in der Nordheide und dann weiter durch die Lohberge
- Heidschnuckenweg (Fernwanderweg), von Bahnhof Hamburg-Neugraben-Fischbek durch die Lüneburger Heide zum Schloss Celle
- Wanderweg W1 Harburger Berge, im Norden der Harburger Berge – (Die) Schwarzen Berge
- Wanderweg W2 Wildpark, dort und um den Wildpark Schwarze Berge
- Wanderweg W3 Buchholz, am Südostrand und außerhalb der Harburger Berge
- Wanderweg W4 Wulmstorfer Heide, im Norden und Nordnordwesten der Harburger Berge
- Wanderweg W5 Schwarze Berge, im nördlichen Mittelteil der Harburger Berge
- Wanderweg W6 Fischbeker Heide, im Norden der Harburger Berge – (Die) Schwarzen Berge
- Wanderweg W7 Este Ost, südlich von Hollenstedt
- Wanderweg W8 Este West, nördlich von Hollenstedt
- Wanderweg W9 Appelbeck-Karlstein, im südlichen Mittelteil und westlich der Harburger Berge
- Wanderweg W10 Buchholz-Appel, im Südteil und westlich der Harburger Berge
- Wanderweg W11 Buchholz-Drestedt, im Südteil und südwestlich der Harburger Berge

Der Radfernweg Hamburg–Bremen führt von Sottorf kommend entlang der Rosengartenstraße weiter nach Bachheide.